# Wodaabe

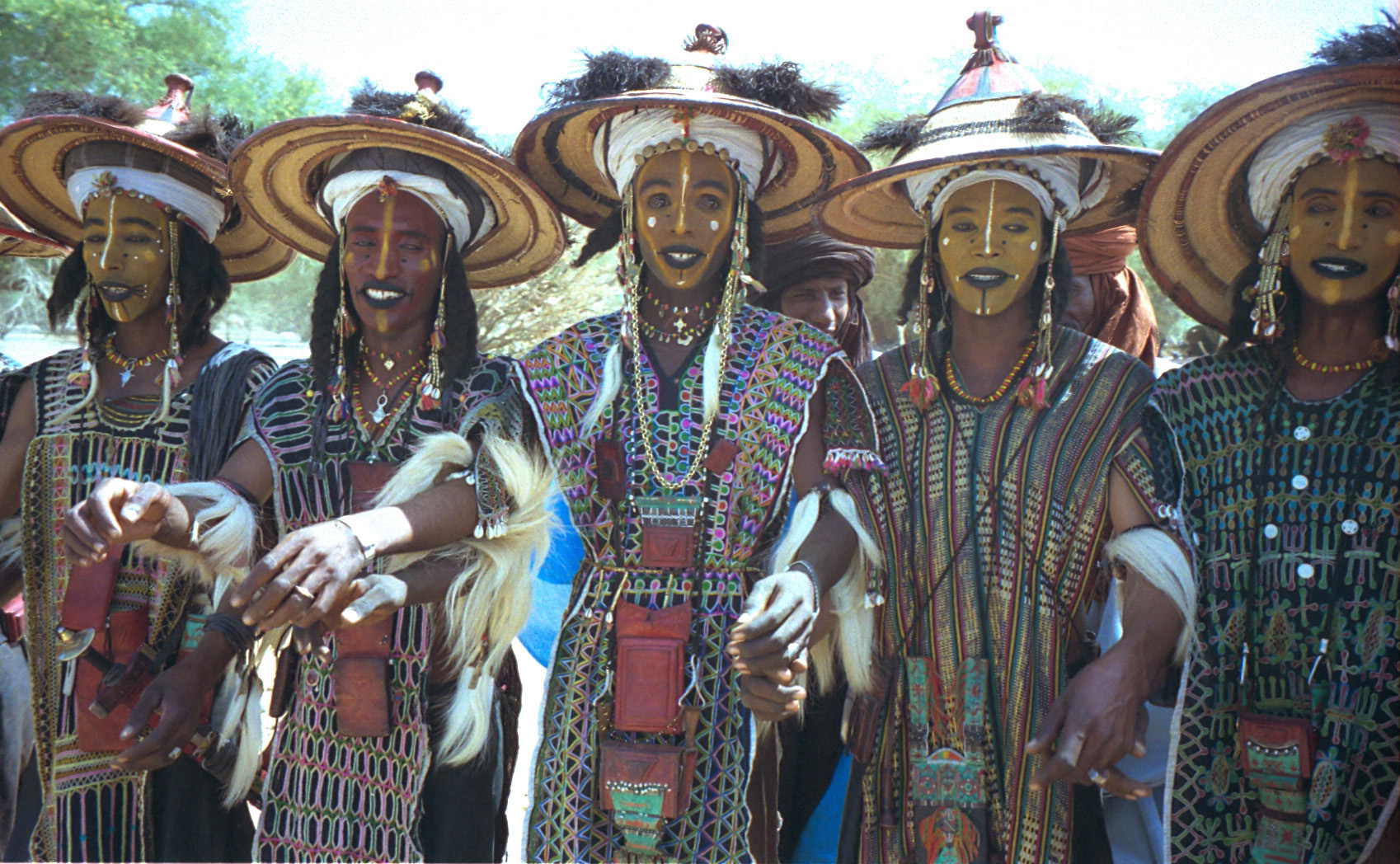
Yaake dance, Niger 1997

De Wodaabe (enk. Bodaado) of Bororo wonen in Niger, Nigeria, Kameroen, Tsjaad, en Democratische Republiek Congo. En behoren tot het volk van de Peul. Ze wonen ten zuiden van de Sahara waar in Niger ook de nomadische Touareg en Toubou wonen en ten noorden van de savanne waar men landbouwers aantreft. Voordat de Sahara woestijn werd zouden de Wodaabe daar gewoond hebben.

## Maatschappij
Tot de Wodaabe behoren zo'n 150.000 mensen. Ze zijn de enige groep van de Peul die nog nomadisch leven. Vanwege hun nomadisch bestaan volgen de meeste Wodaabe geen modern onderwijs. Tegenwoordig ontstaan hier en daar semi-sedentaire nederzettingen met een put, een school, een graanopslagplaats, een moskee.
Ze houden vee waaronder schapen, geiten, kamelen maar vooral runderen zoals de zeboe. Een belangrijk element van hun economie is de handel van levensmiddelen zoals melk.
The Wodaabe spreken Fula en gebruiken geen geschreven taal.

## Kunst
Door het nomadisch bestaan is de materiële cultuur van de Wodaabe vrij beperkt. Het belangrijkste element in de kunstproductie van de Wodaabe zijn de kalebassen. Deze worden door de vrouwen versierd met motieven die gebaseerd zijn op de oude tatoeagemotieven die niet meer gebruikt worden. Deze motieven verschillen van clan tot clan en zijn daarom een uitdrukking van de identiteit van de clan. De kalebassen dienen zowel als gebruiksvoorwerpen (bijvoorbeeld voor de handel van melk) als voor rituele doeleinden.
Zo is er een exemplaar dat aan een vrouw wordt geschonken wanneer zij een dochter baart. Deze kalebas wordt verpakt op een kunstzinnige manier in een elletel set en naast het bed van de vrouw bewaard. Eénmaal per jaar vindt er een feest plaats (het worso feest) dat 3 à 4 dagen duurt en waarop de familie alle geboorten en huwelijken van het voorbije jaar viert. Op dat ogenblik wordt de elletel set van de vrouw voor haar tent geplaatst en gaan de vrouwen elkaars sets bewonderen.
Er wordt bij de Wodaabe heel wat aandacht besteed aan de lichaamstooi. Het haar van jonge vrouwen is in een typische knot vooraan op het hoofd, die al op rotsgravures van wel 7000 jaar geleden te zien is. Als een vrouw ouder wordt, vlecht ze het haar achteruit. De jonge mannen dragen links en rechts van het hoofd drie vlechten, en een serie kleinere vlechtjes achteraan. Oudere mannen scheren hun haar af. De juwelen van zowel vrouwen als mannen kunnen naar haar sociale status verwijzen of gewoon decoratief bedoeld zijn. Het meest bijzonder is echter de lichaamstooi van de jongemannen die zij aanbrengen voor de dansen.

## Dans

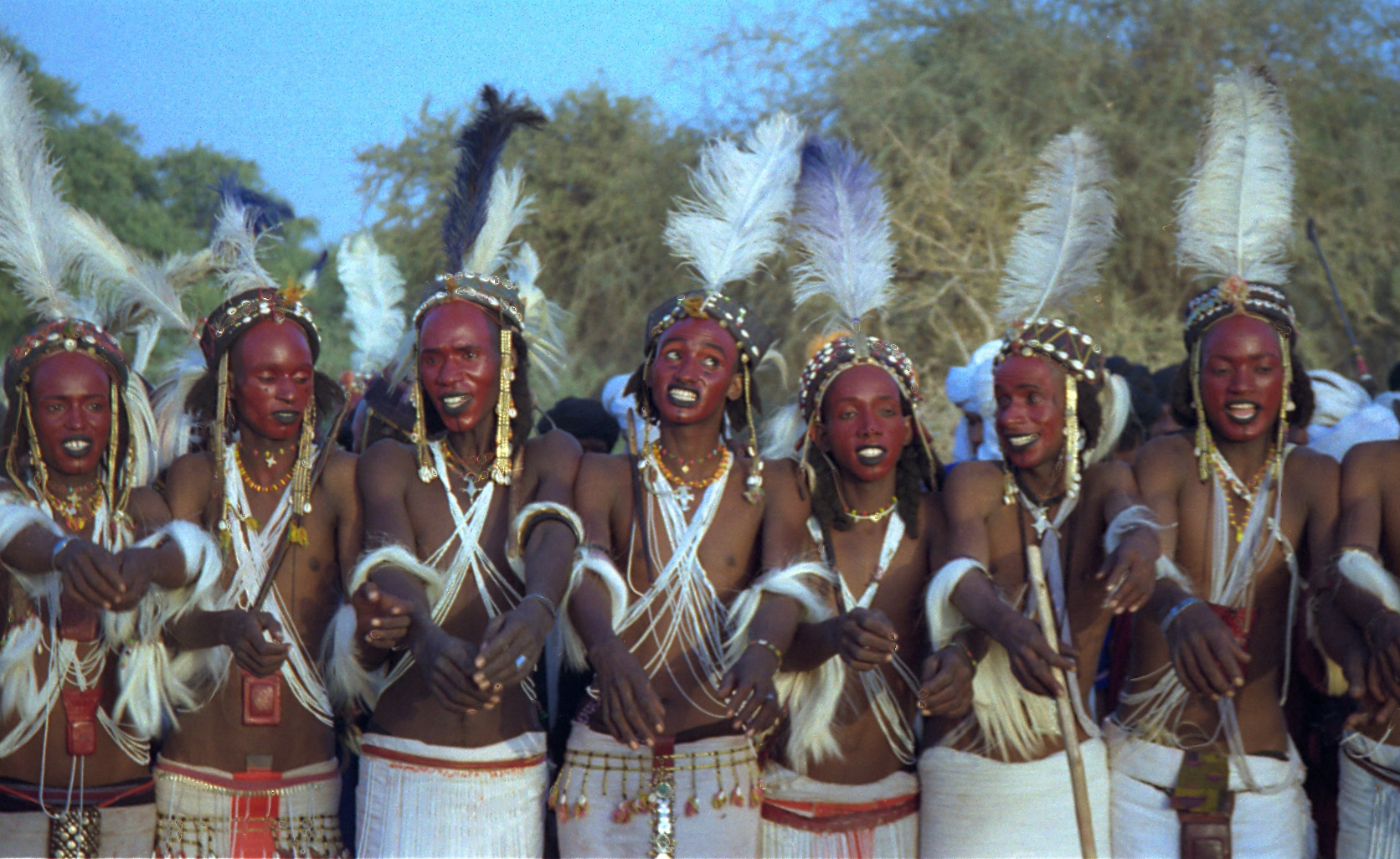
Gerewol dans, Niger 1997

Dans speelt een belangrijke rol in de cultuur van de Woodabe. De jongemannen worden sukaabe genoemd, letterlijk 'zij die dansen'. Deze term is van toepassing voor iedere man ouder dan ongeveer 12 jaar, totdat hij zelf een zoon heeft die aan de dans gaat deelnemen. Er zijn drie belangrijke dansen met elk een specifieke lichaamstooi.
- De ruume heeft louter een amusementswaarde. Deze dans vindt plaats in een cirkel waarbij er een loflied over een mooi meisje gezongen wordt door een voorzanger en een koor.
- De yaake vestigt de aandacht op het taalgebruik en de mimiek van de danser. De nadruk ligt bij deze dans op lichamelijke schoonheid en het persoonlijke charme van de danser. De sfeer is luidruchtig en los. Voor deze dans zijn voorgeschreven attributen nodig zoals een lans, een sabel en een geborduurde tuniek die de danser van zijn vriendin heeft gekregen.
- De geerewol wordt ook de dans van de schoonheid genoemd. Iedere danser heeft dezelfde gezichtsbeschildering en kostumering want de concrete fysieke schoonheid van de danser is het belangrijkste aandachtspunt. De dans is fysiek erg zwaar omdat hij vaak urenlang doorgaat.

Gedanst wordt er bij verschillende gelegenheden, maar de geerewol-dans wordt enkel uitgevoerd tijdens een geerewol. Deze term wordt vaak foutievelijk gebruikt voor eender welke Wodaabe-dans of -samenkomst. Een geerewol is een soort symbolische oorlog, waarbij leden van één clan een 'verrassingsaanval' uitvoeren op een kampement van een andere clan. In de loop van een week voegen zich dan zo veel mogelijk verwanten bij elk van beide partijen. Daarna wordt er een week afwisselend en confronterend gedanst. In magere jaren gaat er geen gerewol door, in goede jaren zijn er meerdere.

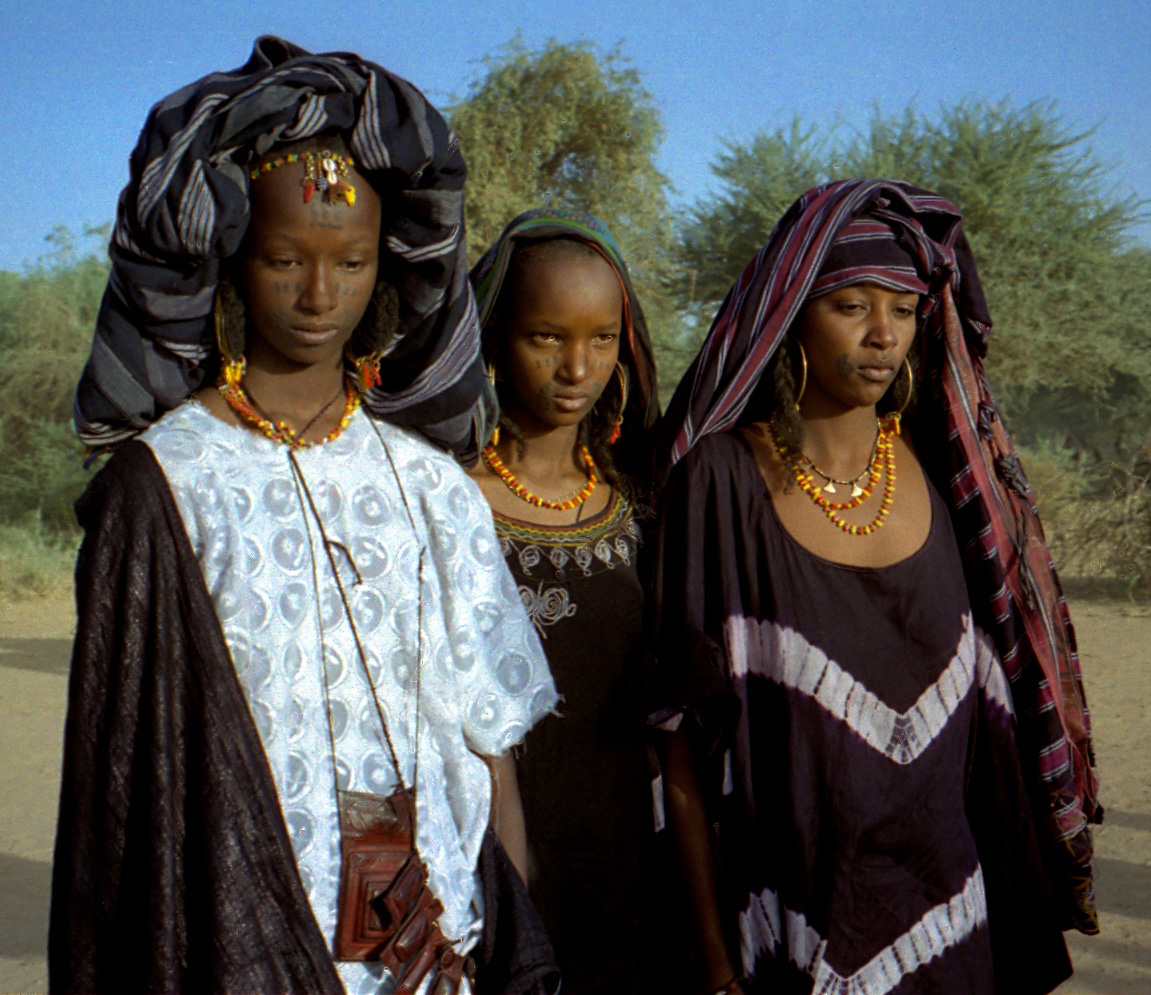
Jonge Wodaabe vrouwen met gezichtstatoeages
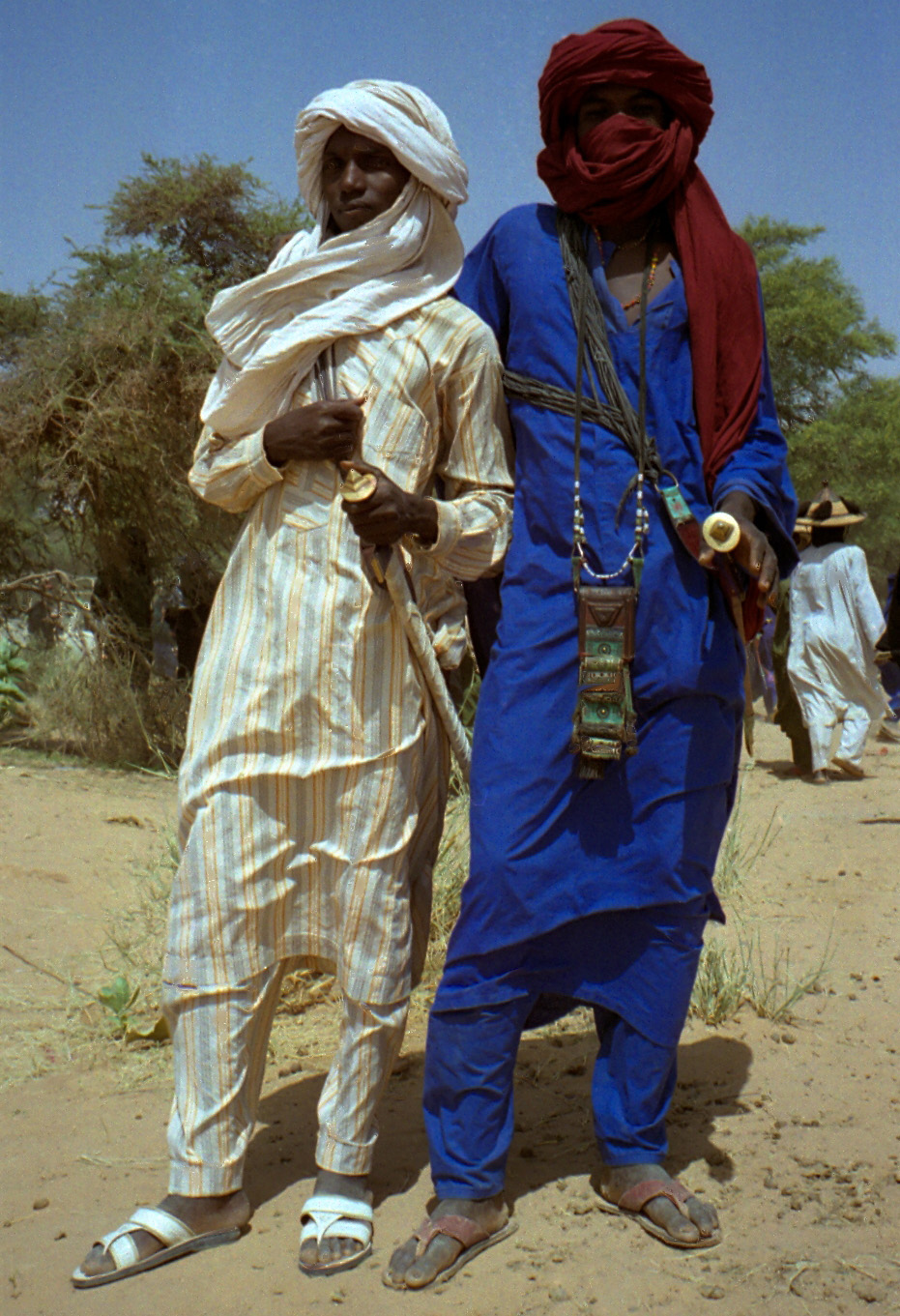
Twee Wodaabe mannen
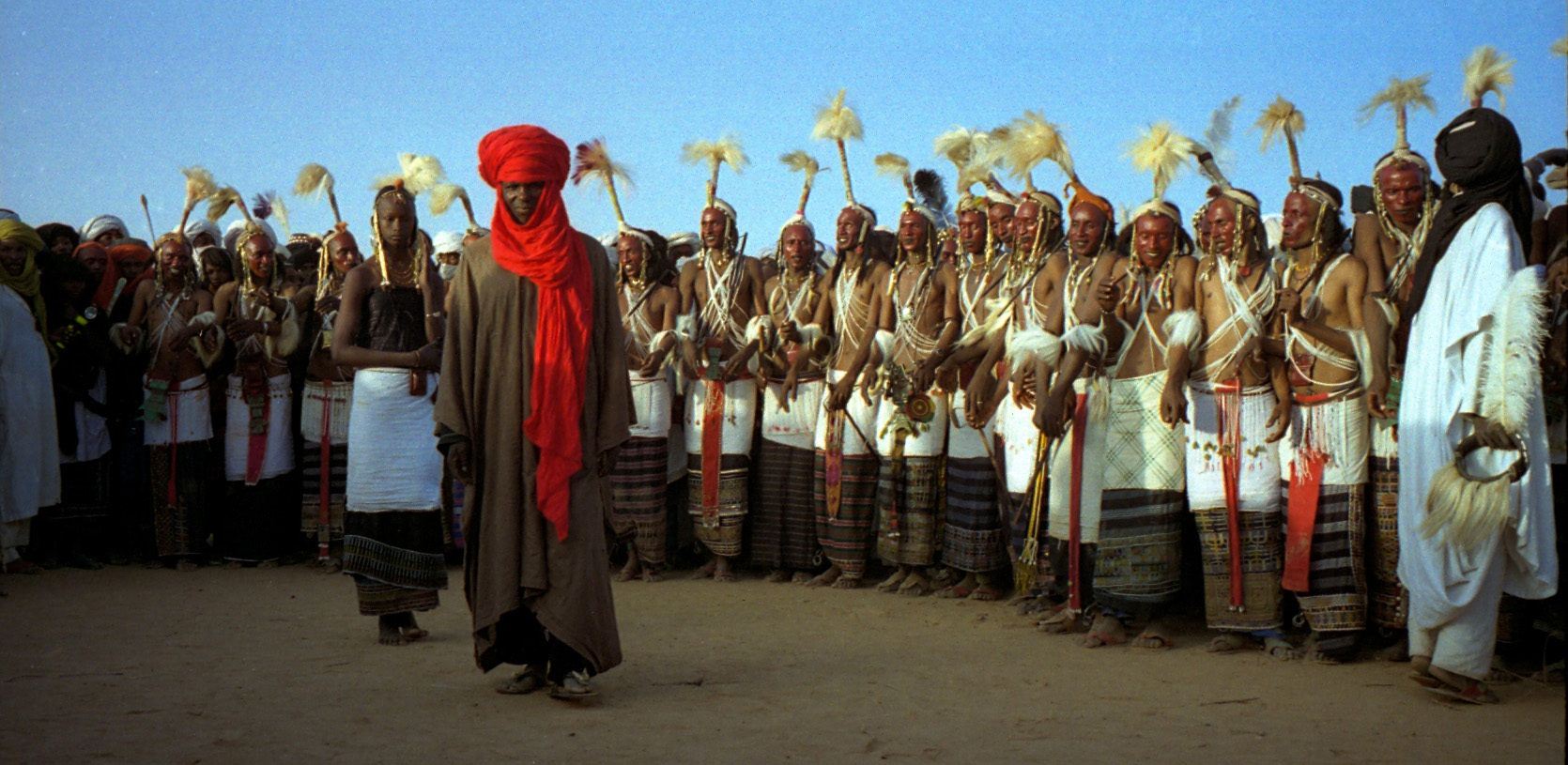
Een jonge vrouw die de schoonheid van de mannen beoordeelt tijdens een gerewol
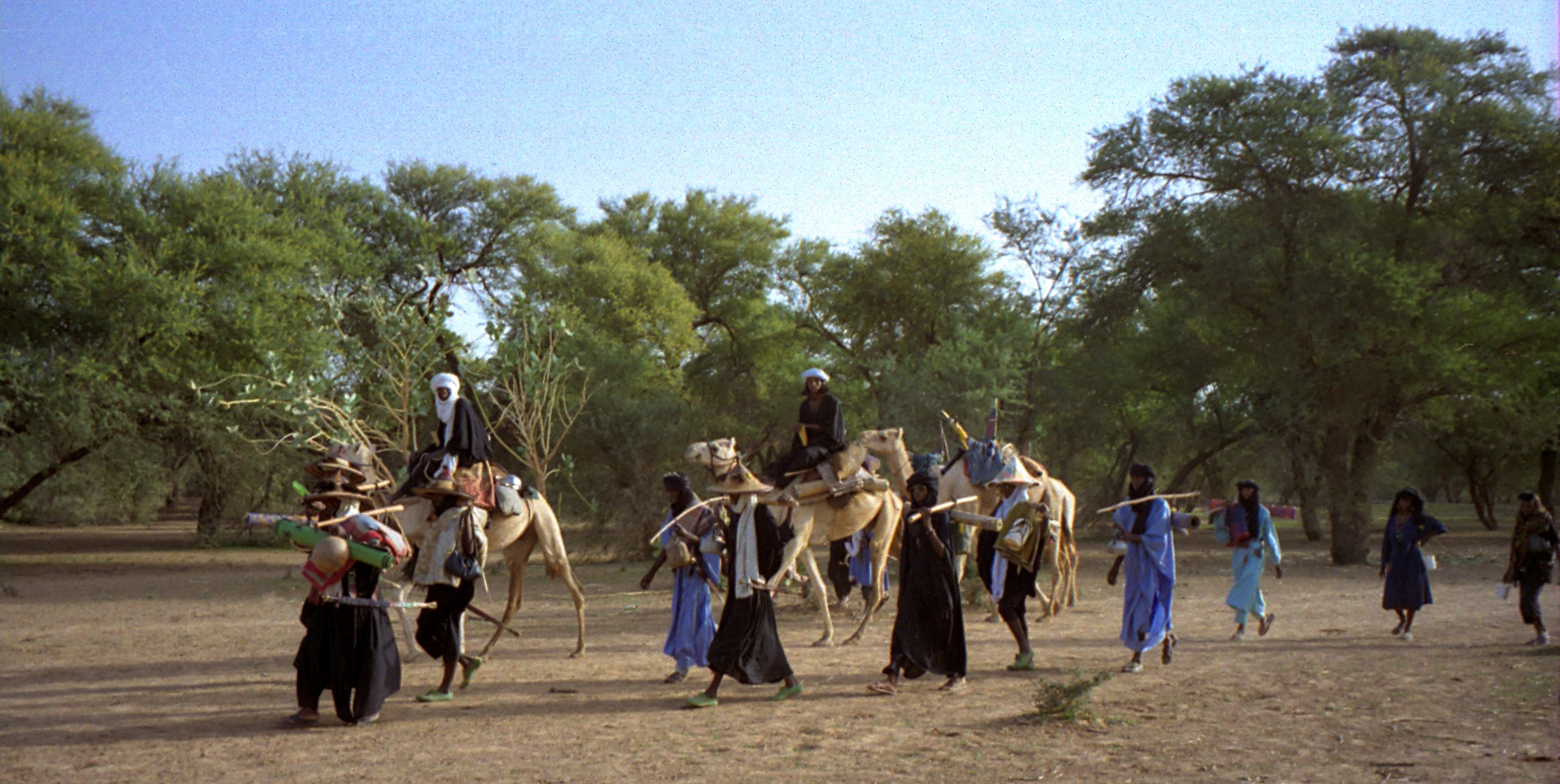
Groep Woodabe onderweg